# Jonas Callerholm
Jonas Callerholm (tidigare Callerus), föddes 31 december 1698 i Norrköping, Östergötlands län, död 15 oktober 1757 i Åtvids socken, Östergötlands län, var en svensk präst.

## Biografi
Jonas Callerholm föddes 31 december 1698 i Norrköping. Han var son till Nils Jonsson som var förste grenadjär vid Kallerstad i Sankt Lars socken och senare ringkarl i Norrköping. Callerholm blev höstterminen 1721 student vid Uppsala universitet, Uppsala och prästvigdes 12 december 1733 till domesticus episcopi. Han blev 1735 domkyrkosyssloman i Linköpings församling och 1742 kyrkoherde i Åtvids församling. Callerholm avled av slag klockan 10 på morgonen den 15 oktober 1757 i Åtvids socken och begravdes 4 november av prosten Carolus Eric Hallström, Örtomta socken.

### Familj
Callerholm gifte sig första gången 17 september 1737 med Anna Christina Follin (1711–1746). Hon var dotter till kyrkoherden Samuel Follin i Grebo församling och Anna Hofwerberg. Anna Christina Follin hade tidigare varit gift med komministern M. Carlström i Vårdsbergs församling. Callerholm och Follin fick tillsammans barnen Anna Maria Callerholm (1736–1803), vice auditören Samuel Callerholm (1737–1780) i Malmö, borgmästaren Nils Callerholm (1736–1795) i Kristianstad, Charlotta Margareta Callerholm (1740–1742), Catharina Callerholm (född 1741), kyrkoherden Jonas Callerholm i Östervåla församling, Catharina Charlotta Callerholm (född 1743) och Ulrica Margareta Callerholm (1745–1746).
Callerholm gifte sig andra gången 23 augusti 1752 med Anna Beata Hallonqvist. Hon var dotter till en löjtnant i Norrköping. De fick tillsammans dottern Margareta Ulrica Callerholm (född 1752). Efter Callerholms död gifte Hallonqvist om sig med hattmakaren Peter Söderström i Norrköping.